# Каландадзе, Нестор Ананьевич
Нестор Ананьевич Каландадзе (1901 год — дата смерти не известна, Грузинская ССР) — старший агроном Чаквинского совхоза имени Ленина Министерства сельcкого хозяйства СССР, Кобулетский район, Аджарская АССР, Грузинская ССР. Герой Социалистического Труда (1949).

## Биография
Окончил сельскохозяйственный институт. Трудился на различных должностях в сельском хозяйстве Аджарской АССР. С 1943 года — старший агроном Чаквинского совхоза имени Ленина Кобулетского района (сегодня — Кобулетский муниципалитет) с центром в селе Чакви.
Применял передовые агрономические методы при культивировании субтропических культур, в результате чего в совхозе значительно повысилась урожайность цитрусовых плодов и чайного листа. В 1948 году Чаквинский совхоз имени Ленина сдал государству в среднем с каждого гектара по 4368 килограмм сортового зелёного чайного листа с площади 100,8 гектара. Указом Президиума Верховного Совета СССР от 5 июля 1949 года удостоен звания Героя Социалистического Труда за «получение высоких урожаев сортового зелёного чайного листа и цитрусовых плодов в 1948 году» с вручением ордена Ленина и золотой медали «Серп и Молот».
Этим же Указом званием Героя Социалистического Труда были удостоены директор совхоза Константин Григорьевич Гогия, заведующий отделом Василий Иосифович Мшвидобадзе, главный агроном Вахтанг Леванович Микеладзе и двое тружеников совхоза (в том числе в том числе Вера Константиновна Фрежева).
После выхода на пенсию проживал в Кобулетском районе. Дата смерти не установлена.